# ذا ميز
مايكل غريغوري «مايك» ميزانن (بالإنجليزية: Michael "Mike" Mizanin)‏ (ولد في 8 أكتوبر 1980) مصارع أمريكي محترف وممثل، يشتهر باسمه في الحلبات "ذا ميز (بالإنجليزية: The Miz)‏". مسجل في شركة المصارعة العالمية الترفيهية. ذا ميز بطل الفرق أربع مرات، مرتين بطل العالم للفرق مرة مع جون موريسون ومرة مع بيغ شو، وثلاث مرات بطل WWE للفرق مع جون موريسون وبيغ شو وجون سينا، حيث فاز بلقبي الفرق دفعة واحدة مع بيغ شو. كما أنه بطل سابق للـ WWE, وشارك في الحدث الأخير لراسلمانيا 27. وهو بطل الولايات المتحدة مرتين. وأيضا كان بطل للقارات ثلاث مرات.
قبل أن يتم ترقيته إلى طاقم عمل WWE الأساسي، تدرب ميزانن ولعب مع ألتيمات برو ريسلينج فهو Deep South Wrestling وكان أول بطل للوزن الثقيل هناك. تم إرسال ميزانن إلى Ohio Valley Wrestling ولعب هناك في قسم الفرق حاصلاً على بطولة الفرق مرتان.
بعد التسجيل مع WWE أصبح ميزانن المضيف إلى المسابقة السنوية WWE Diva Search في 2006، وبعد واجباته في الإضافة قام بأول ظهور له كمصارع في سبتمبر 2006 وكان تحت شخصية «الوغد» بسلسلة انتصارات دون هزائم إلى أن انتهت انتصاراته على يد بوغي مان. في 2007 تم نقله من سماك داون إلى ECW، ونافس على بطولة أي سي دبليو لكنه لم ينتصر بها. وهناك أصبح زميل جون موريسون في فريق، وحصل الاثنان على بطولة الفرق العالمية وبطولة WWE للفرق. وأنتج الاثنان برنامجا على موقع الإنترنت يسمى «ذا ديرت شيت» ثم تم نقله إلى راو في بداية 2009.
على غرار المصارعة، ظهر ميزانن في برامج واقعية كثيرة مثل The Real World وTought Enough و" fear factor" وغيرها من البرامج.

## المسيرة المهنية في المصارعة، سماك داون، أي سي دبليو، فريق مع جون موريسون (2004-2008)
كان ميزانن يطارد الهدف في أن يصبح مصارعًا محترفًا منذ كان طفلاً، فانضم إلى ألتيمات برو ريسلينج وتدرب هناك، وقام بأول ظهور له في الحلبات في 2003 واشترك في دوري ووصل للنهائيات.

### المصارعة العالمية الترفيهية (2004-2005)

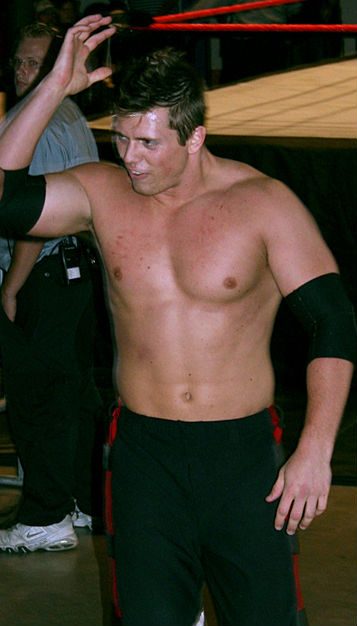
ذ ميز في 2004

في أكتوبر 2004 دخل ميز في مسابقة وفاز فيها بعقد في WWE وجائزة 1000000$. بعد فترة تم ترقيته إلى Deep South Wrestling ودربه هناك بيل ديموت. في يوليو 2005 صارع لـ WWE في مباراة غامضة. وفي 1 ديسمبر 2005 فاز ميزانن على مايك نوكس ليصبح أول بطل DSW للوزن الثقيل.

#### قسم أوهايو فالي
في 3 يناير 2006 تم تقرير إرسال ميزانن إلى Ohio Valley Wrestling. في 18 يناير 2006 قام بأول ظهور تحت اسم «ذا ميز» في مقابلة. في 28 يناير 2006 قام بأول ظهور في الحلبة وخسر المباراة ضد رينيه دوبريه بواسطة العد خارجًا. في 8 فبراير 2006 أخذ ميز وكريس كيج بطولة OHW للفرق.

#### قسم سماك داون (2006-2008)
في 7 مارس 2006 عرضت الشركة مقطع لميز يعلن أنه سينتقل إلى قسم سماك داون، وعندما كان سيقوم بأول ظهور في 1أبريل 2006، تم منعه من قبل مدير الاستيديو «بالمر كانون». في 31 مايو 2006 أعلنت ًWWE ان ميز سيخدم كمضيف سماك داون. وفي 2 يونيو 2006 قام بأول ظهور كمضيف، وبعد فترة أصبح مضيف المسابقة السنوية Diva search.
في سبتمبر 2006 بدأ باللعب الحقيقي في الحلبة عندما فاز على «تاكانا»، وبدأ سلسلة من غير هزائم من ضمن الضحايا مات هاردي، فوانكا سكوتي تو هوتي حتى تم تعقبه من قبل بوغي مان وأنهى سلسلة انتصاراته في مهرجان «آرماغدون».
بعد الرحيل لمدة ظهر مرة أخرى في برنامج مقابلات أسماه MizTV، وبعد أن لاقى الفشل في هذا البرنامج عاد إلى الحلبات، ولكن مع حركات جديدة وأكثر عنفًا. في 11 يونيو 2007 لعب ضد سنتسكي لتحديد من سيتم اختياره لينقل إلى سماك داون Draft Pick، خسر مز بالمباراة، وتم اختياره لاحقًا للانتقال إلى ECW مع كريس ماسترز..
نافس ميز على بطولة ECW, وشكل فريق مع جون موريسون وانتصرا ببطولة WWE للفرق، بعد انتصارهم على MVP ومات هاردي. وتمكنا من الدفاع عن اللقب ضد عدة فرق، مثل: فينلاي وهورنسواغل، تومي دريمر وكولين ديلاني، كورت هواكينس وزاك رايدر، جيسي وفيستوس، جيمي وانغ يانغ وشانون مور، كاين وسي ام بانك. إلى أن خسرا اللقب في The Bash 2008 لزاك رايدر وكورت هوكينس، بعد مباراة فرق رباعة شملت أيضا فيستوس وجيسي وفنلاي وهورنسواغل. انتصرا ببطولة العالم للفرق من كوفي كينغستون وسي ام بانك، وحافظا عليها ضد عدة فرق مثل كرايم تايم وذا كولونز. وخسرا اللقب في راسلمانيا 25 لذا كولونز.

## الراو (2009)
و شكل فريق هو والعملاق بيغ شو اسمه show miz وفازوا بلقب التاج تيم. وخسرو اللقب ضد فريق هارت دايناستي، وفي العرض التالي خسر لقب USA Champ أمام بريت هارت بعد مباراة قوية...

## في المصارعة
- الحركات النهائية (القاضية)
  - ميزارد اوف اوز (بالإنجليزية: Mizard of Oz)‏ 2006–2007
  - ريالتي تشيك (بالإنجليزية: Reality Check)‏ 2007–2009
  - سكول كراشنج فينالي (بالإنجليزية: Skull Crushing Finale)‏ 2009
  -  فيجر فور في 2013 (بالإنجليزية: Figure-Four Leglock)‏-الآن
- الحركات المفضلة
  - دسكاست بونج (بالإنجليزية: Discus punch)‏
  - سيت اوت شولدر جوبريكر (بالإنجليزية: Sitout shoulder jawbreaker)‏
  - سبرينجبورد بولدوج (بالإنجليزية: Springboard bulldog)‏
  - سوينجينج كورنر كلوزلاين (بالإنجليزية: Swinging corner clothesline)‏
- المدراء
  - كيني بولين[3]
  - روني جوناه [4][5]
  - أو دي بي[4]
  - كريستال مارشال
  - ليلى[4]
  - كلي كلي [4]
  - بروك آدامز[4]
  - التوأم بيلا[4]
  - نيكي بيلا[4]
- الالقاب
  - «جاذب الكتاكيت»(بالإنجليزية: The Chick Magnet)‏
  - «شيطان الجاذبية»(بالإنجليزية: The Demon of Desire)‏
  - «امبراطور التميز»(بالإنجليزية: The Emperor of Excellence)‏
  - «أكبر ميزارد للشهوة»(بالإنجليزية: The Grand Mizard of Lust)‏
  - «راهب موجو»(بالإنجليزية: The Monk of Mojo)‏
  - «الرائع»(بالإنجليزية: The Awesome One)‏
  - «صانع الاموال»(بالإنجليزية: The Money Maker)‏

## البطولات والانجازات
- عمق جنوب المصارعة
  - بطولة عمق المصارعة للوزن الثقيل[6]
- مصارعة وادي أوهايو
  - بطولة التاج تيم الجنوبي (مرة واحدة) مع كريس كيج [7]
- مجلة صور المصارعة المحترفة
  - صنفته المجلة رقم 54 من بين أفضل 500 مصارع فردي[8]
- المصارعة العالمية الترفيهية
  - بطولة العالم للتاج تيم مرتين مرة مع جون موريسون ومرة مع بيغ شو ومرة مع جون سينا [9]
  - بطولة WWE للتاج تيم (ثلاث مرات)-مع جون موريسون وبيج شو وجون سينا**بطولة الولايات المتحدة[10]
  - جائزة سلامي لأفضل عرض على موقع WWE.com (2008)-مع جون موريسون[11]
  - جائزة سلامي لأفضل ناجتيم في السنة (2008)-مع جون موريسون[11]
- ريستلينج آوبسيرفر نيوز لتر
  - الأكثر تحسن (2008-2009)[12]
  - تاج تيم العام (2008)مع جون موريسون [12]

حزام بطولة الاتحاد WWE Title من عام 2010 إلى 2011
- بطولة دبليو دبليو إي القارات المرة الأولى في عام 2012 في حلقة رو 1000 والمرة الثانية في راسيلمينيا 29 والأخيرة في مبارات بتل رويل في عرض باتلجروند 20 يوليو 2014

## روابط خارجية
- ذا ميز على موقع IMDb (الإنجليزية)
- ذا ميز على موقع روتن توميتوز (الإنجليزية)
- ذا ميز على موقع ألو سيني (الفرنسية)
- ذا ميز على موقع ديسكوغز (الإنجليزية)
- ذا ميز على موقع قاعدة بيانات الفيلم (الإنجليزية)
- ذا ميز على موقع كينوبويسك (الروسية)
- ذا ميز على موقع دبليو دبليو إي (الإنجليزية)
- ذا ميز على موقع WrestlingData.com (الإنجليزية)
- ذا ميز على موقع CageMatch worker (الإنجليزية)
- ذا ميز على موقع قاعدة بيانات المصارعة على الإنترنت (الإنجليزية)
- ذا ميز على موقع عالم المصارعة على الإنترنت (الإنجليزية)
- ذا ميز على موقع عالم المصارعة على الإنترنت (الإنجليزية)